# 小値賀町立小値賀中学校
小値賀町立小値賀中小学校（おぢかちょうりつ おぢかちゅうがっこう、Ojika Town Ojika Junior High School）は、長崎県北松浦郡小値賀町中村郷にある公立中学校。略称「値中」（ぢちゅう）。
2007年（平成19年）より小値賀町立小値賀小学校、長崎県立北松西高等学校と連携型小・中・高一貫教育を行っている。

## 概要
歴史
1947年（昭和22年）の学制改革（六・三制の実施）によって旧・小値賀町国民学校の高等科・特修科が改組され、新制中学校として開校。
学校教育目標
「自分で考え、正しく判断し、最後までやり抜く生徒」
校章
柏の葉を背景に、「中」の文字を配している。
校歌
4番まであり、各番とも「小値賀中学ここにあり」で終わる。

## 沿革
- 1947年（昭和22年）4月1日
  - 学制改革（六・三制の実施）により、旧・小値賀町国民学校の高等科・特修科を改組し、「小値賀町立小値賀中学校」（現校名）が開校。
  - 校舎は小値賀町立小値賀小学校に併設。
  - 6分校（斑[1]・大島・籔路木[2]・六島[3]・野崎・納島）を設置。
- 1949年（昭和24年）4月1日 - 斑分校が分離し、小値賀町立斑中学校として独立。本校の在籍生徒数が最大の835名を記録する。
- 1951年（昭和26年）7月 - 野崎分校の新校舎が完成。
- 1955年（昭和30年）9月 - 校内放送設備が完成。
- 1958年（昭和33年）4月 - 吹奏楽部が創設。
- 1961年（昭和36年）4月 - 野崎分校が分離し、小値賀町立野崎中学校として独立。
- 1962年（昭和37年）6月 - へき地集会場（講堂）が完成。
- 1963年（昭和38年）9月 - 給食室が完成。
- 1966年（昭和41年）
  - 3月 - 校舎が完成（第1期）。
  - 7月 - 長崎県中学校総合体育大会（中体連）で相撲部が団体戦で3位、個人戦で優勝。
  - 12月 - 校舎が完成（第2期）。
- 1967年（昭和42年）8月 - 長崎県中学校総合体育大会で相撲部が団体戦で優勝。
- 1968年（昭和43年）3月31日 - 納島分校を廃止。本校校舎が完成（第3期）。
- 1969年（昭和44年）
  - 3月31日 - 大島分校と藪路木分校を廃止。在籍生徒は本校に編入。
  - 4月 - 分校廃止に伴い、大島・藪路木より生徒のスクールボート通学が開始。
- 1970年（昭和45年）
  - 3月 - 玄関ロータリーが完成。
  - 5月 - PTAの作業により、貝塚伊吹園が完成。
  - 9月 - 校庭金網、国旗掲揚台が完成。
- 1971年（昭和46年）
  - 2月 - 砂場、校門が完成。
  - 12月 - 気象観測所が完成。
- 1972年（昭和47年）
  - 2月 - 自転車置場が完成。
  - 4月 - 長崎県離島教育推進地区に指定。
  - 6月 - クラブ室が完成。
- 1974年（昭和49年）6月 - 六島分校の新校舎が完成。
- 1975年（昭和50年）1月 - 窯業室が完成。
- 1976年（昭和51年）3月 - 中学校へき地集会所（講堂）が完成。
- 1980年（昭和55年）10月 - 教育工学室アナライザー工事が完成。
- 1981年（昭和56年）
  - 3月 - 国旗掲揚台が完成。
  - 8月 - 校舎外壁塗装が完了。
- 1982年（昭和57年）
  - 4月1日 - 野崎中学校が廃止され、再び野崎分校となる。
  - 9月 - 薩摩悦次より校旗が寄贈。
- 1983年（昭和58年）2月 - テニスコートが完成。
- 1984年（昭和59年）3月31日 - 野崎分校を休校。
- 1985年（昭和60年）3月31日 - 野崎分校を廃止。斑中学校の廃止に伴い、在籍生徒を編入。
- 1990年（平成2年）12月 - シャワー室が完成。
- 1991年（平成3年）8月 - テニス部女子が九州大会に出場。
- 1993年（平成5年）2月 - パソコン室が完成。
- 1994年（平成6年）8月 - テニス部男子が九州・全国大会（個人戦）に出場。陸上部男子が九州大会（砲丸個人戦）に出場。
- 1995年（平成7年）4月 - 六島分校を休校。
- 1996年（平成8年）
  - 3月 - 新体育館が完成。
  - 4月 - 2名の入学により、六島分校を再開。
- 1997年（平成9年）4月 - 長崎県より、長崎県立北松西高等学校との連携型中高一貫教育の指定を受ける。
- 2001年（平成13年）4月 - 長崎県立北松西高等学校との連携型中高一貫教育を開始。
- 2002年（平成14年）3月 - 六島分校を休校。
- 2004年（平成16年）8月 - トイレの簡易水洗工事が完了。
- 2007年（平成19年）4月1日 - 小値賀小学校（大島分校も）まで含めた小値賀地区 連携型 小中高一貫教育の試行が開始。
- 2008年（平成20年）4月1日 - 小値賀地区　連携型 小中高一貫教育を完全実施。
- 2009年（平成21年）11月 - 小中高一貫教育公開授業ウィークを実施。
- 2010年（平成22年）4月 - 小中高一貫教育研究授業ウィークスを実施。
- 2011年（平成23年）3月 - 小学校の移転に伴う校舎改修工事を完了。
- 2012年（平成24年）6月 - 佐世保市中学校総合体育大会に出場[4]。
- 2017年（平成29年）3月31日 - 六島分校を廃止[5]。

## 学校行事
3学期制をとる。
1学期
- 4月 - 着任式、始業式、入学式、小中高合同歓迎遠足
- 5月 - 生徒総会、佐世保市中学総合体育大会[4]（球技）
- 6月 - じげもん[6] 祭り、中2職場体験、公開授業ウィークス
- 7月 - 親子ミニバレーボール大会、命の授業、海浜清掃、終業式、夏休み
- 8月 - 夏休み、平和集会（9日長崎原爆の日）

2学期
- 9月 - 始業式、中高合同体育大会、中3修学旅行、中2野外宿泊学習
- 10月 - スケッチ大会、佐世保市中学総合体育大会[4]（駅伝）
- 11月 - 小値賀町文化祭、小値賀町少年の主張大会、芸術鑑賞、学習発表会
- 12月 - 小中合同駅伝大会、人権集会、終業式、冬休み

3学期
- 1月 - 始業式、小値賀中学校説明会（小学生対象）
- 2月 -
- 3月 - 卒業式、修了式、離任式

## 生徒会活動
- 執行部 - 生徒会長・副会長・庶務
  - 学芸部
  - 厚生部

## 部活動
運動部
- ソフトテニス部
- バドミントン部
- 陸上部
- 軟式野球部
- サッカー部（2011年度（平成23年度）をもって廃部）

文化部
- 吹奏楽部

## 制服
- 男子　
  - 冬服は標準的な学生服上下である。
  - 夏服はカッターシャツ、スラックスである。
- 女子　
  - 冬服はブレザー、カッターシャツ、吊りスカートである。
  - 夏服はカッターシャツ、吊りスカートである。

## アクセス
最寄りのバス停
- 小値賀交通 「小学校」バス停

最寄りの国道・県道
- 長崎県道161号小値賀循環線

## 周辺
- 小値賀町立小値賀小学校
- 長崎県立北松西高等学校
- 小値賀町役場
- 小値賀町立図書館
- 小値賀町立小値賀幼稚園

## 関連事項
- 長崎県中学校一覧